# Nasenfledermaus
Die Nasenfledermaus (Rhynchonycteris naso) ist eine Fledermausart aus der Familie der Glattnasen-Freischwänze (Emballonuridae), welche in Zentral- und Südamerika beheimatet ist.

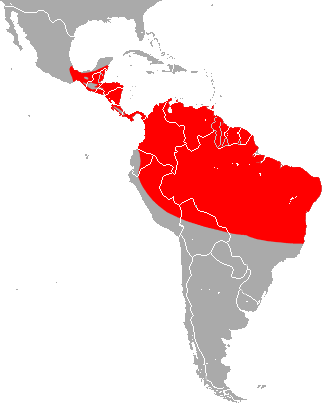
Verbreitungsgebiet der Nasenfledermaus

## Beschreibung
Die Nasenfledermaus gehört mit einem Gewicht von im Schnitt 4 g zu den kleineren tropischen Fledermäusen. Ihr Fell ist grau-braun mit zwei blassen, hellen Wellenlinien auf dem Rücken. Ihre Arme sind einem Streifenmuster ähnlich behaart. Auffällig und namensgebend bei dieser Art ist die rüsselartig verlängerte Nase.
Der wissenschaftliche Name der Gattung leitet sich von den griechischen Wörtern ῥύγχος rhynchos („Nase“, „Schnauze“) und νυκτερίς nycteris („Fledermaus“) ab. Der Artname naso stammt aus dem Lateinischen und bezieht sich ebenfalls auf die Nase.

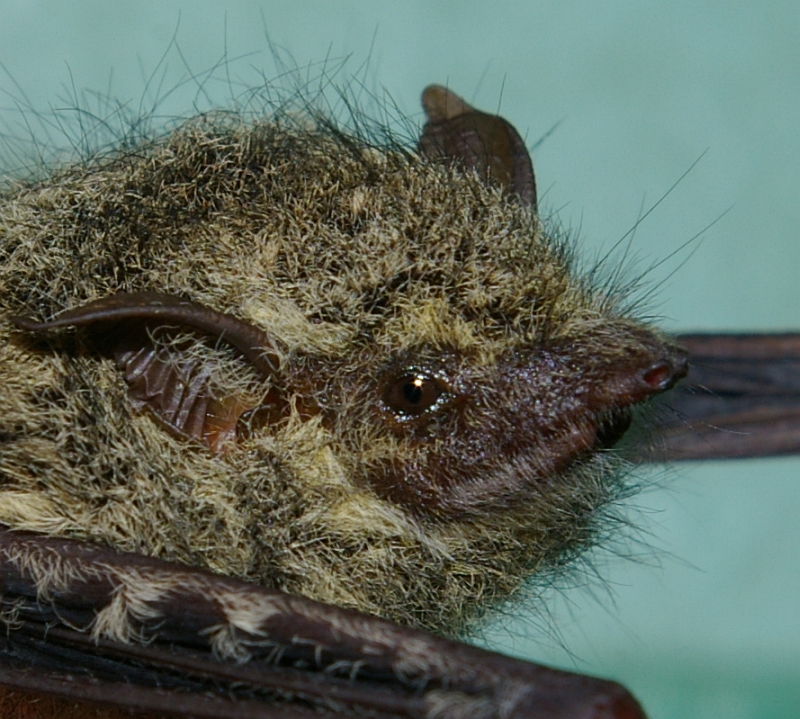
Nahaufnahme einer Nasenfledermaus

## Lebensweise
Die Nasenfledermaus hält sich tagsüber in gemischtgeschlechtlichen Kolonien nahe langsam fließender Gewässer auf. Anders als die meisten Fledermäuse hängen Nasenfledermäuse nicht an horizontalen, sondern an vertikalen Flächen wie beispielsweise an Baumrinden und Felsen. Dabei bilden 3–45 Tiere oft eine lange vertikale Linie. Bei aufkommendem Wind schaukeln die Tiere von Seite zu Seite, wahrscheinlich, um sich bewegende Blätter zu imitieren und damit besser gegen Prädatoren getarnt zu sein.

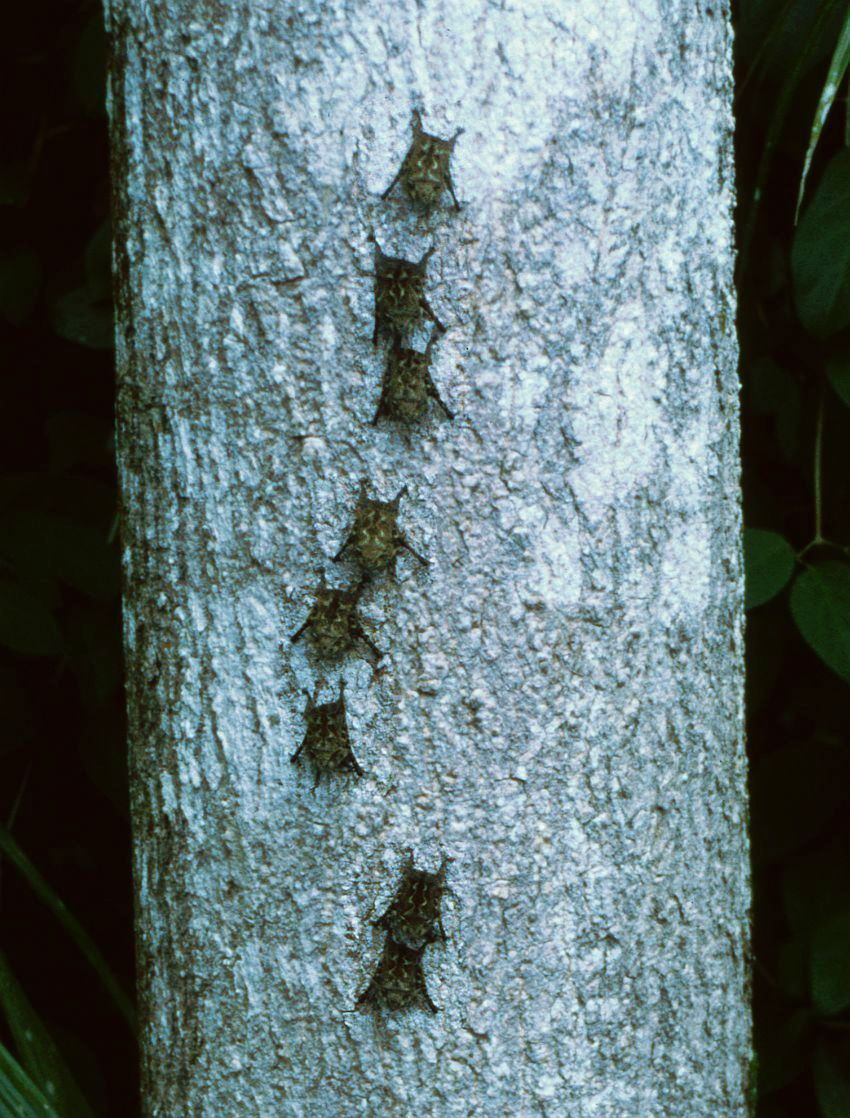
Kolonie der Nasenfledermaus

Obwohl die Kolonie meistens gleich viele Männchen wie Weibchen aufweist, wird angenommen, dass es ein dominantes Männchen pro Gruppe gibt. Dieses dominante Männchen besucht auch nachts den Hangplatz, während andere Tiere der Gruppe meistens die ganze Nacht hindurch dem Hangplatz fernbleiben.
Nasenfledermäuse ernähren sich ausschließlich von Insekten. Futtersuchflüge finden meistens über dem Wasser in einer Höhe von bis zu 3 Metern statt. Die Kolonien haben ihre eigenen Gebiete zur Futtersuche: Während ältere Weibchen und Jungtiere im Zentrum dieser Gebiete ihr Futter suchen, halten sich Männchen und junge Weibchen am Rande des Gebiets auf. Es wurde auch beobachtet, dass Nasenfledermäuse manchmal in Paaren (Tandems) fouragieren. Das dominante Männchen fliegt an den Grenzen des Futtergebiets der Kolonie und verjagt Individuen aus anderen Kolonien. Mit diesem Territorialverhalten verteidigt das dominante Männchen die Weibchen gegenüber Artgenossen.
Als Räuber der Nasenfledermaus wurde die Ringelboa sowie die große Radspinnenart Argiope savignyi beobachtet.

## Fortpflanzung
Weibliche Nasenfledermäuse können bis zu zweimal pro Jahr trächtig werden und gebären jeweils ein Jungtier. Eine erneute Schwangerschaft kann noch während der Säugezeit des ersten jährlichen Jungtiers auftreten. Bereits bei der Geburt sind die Jungtiere relativ groß und erreichen schon nach zwei Wochen die Größe eines ausgewachsenen Tieres. Nach 2–4 Monaten wird das Junge von der Mutter entwöhnt, woraufhin es abwandert und sich meist angrenzenden Kolonien anschließt.

## Verbreitung und Lebensraum
Die Verbreitung der Nasenfledermaus reicht von Mexiko über Zentralamerika bis Peru und Bolivien. Ihr Bestand wird von der IUCN dank der weiten Verbreitung als stabil und ungefährdet eingestuft.